# Gros (unité)
 (septembre 2023).
Pour l’article homonyme, voir Gros.
Le gros est une ancienne unité de masse, valant 1728 primes. 
Il vaut également 3 deniers ou un huitième de l'once ou bien encore 1/64 livres, c'est-à-dire environ 3,8 grammes.
Dans le système des apothicaires, il vaut également trois scrupules, soit 3 × 24 grains. Le demi-gros fait donc 36 grains, c'est-à-dire un peu moins de deux grammes.
Dans le commerce, une « grosse » peut signifier soit douze douzaines, donc 144 unités, soit 12 × 12 × 12 = 1728 unités. Si 144 est la (petite) grosse, 1728 est la « grande grosse ».